# Moussa Moumouni Djermakoye
Moussa Moumouni Djermakoye (* 26. Juni 1944 in Dosso; † 19. November 2017 in Colombes) war ein nigrischer Offizier und Politiker.

## Leben
Moussa Moumouni Djermakoye stammte aus der Dynastie der traditionellen Zarma-Herrscher von Dosso. Er erhielt in Frankreich eine militärische Ausbildung und diente bei den Nigrischen Streitkräften unter anderem als Kommandant des Ausbildungszentrums im Militärlager Tondibiah.
Moumouni Djermakoye war stellvertretender Generalstabschef im Rang eines Oberstleutnants, als er 1996 mit anderen Offizieren unter der Führung des Generalstabschefs Ibrahim Baré Maïnassara Staatspräsident Mahamane Ousmane bei einem Militärputsch absetzte. Er war Mitglied des Rats des nationalen Wohls, der nach dem Putsch gebildeten zwölfköpfigen Militärjunta unter dem Vorsitz Baré Maïnassaras, für die er zunächst die Funktion des Präfekt-Präsidenten der Hauptstadt Niamey, dann die des Generalstabschefs der Nigrischen Streitkräfte übernahm. Ibrahim Baré Maïnassara wurde im April 1999 bei einem weiteren Militärputsch getötet. In der daraufhin gebildeten Übergangsregierung war Moumouni Djermakoye Verteidigungsminister.
Im Jahr 2010, als Oberst im Ruhestand, wurde er als Nachfolger seines 2009 gestorbenen älteren Bruders Adamou Moumouni Djermakoye zum Parteivorsitzenden der Nigrischen Allianz für Demokratie und Fortschritt (ANDP-Zaman Lahiya) gewählt. Moussa Moumouni Djermakoye trat als Kandidat der ANDP-Zaman Lahiya bei den Präsidentschaftswahlen in Niger 2011 an und wurde mit 3,94 % der Stimmen sechster von zehn Kandidaten. Er legte sein bei den Parlamentswahlen in Niger 2011 gewonnenes Mandat als Abgeordneter der Nationalversammlung nieder, nachdem er Ende 2011 zum Präsidenten des staatlichen Wirtschafts-, Sozial- und Kulturrats ernannt worden war.
Moumouni Djermakoye starb 2017 nach einer Krankheit. Er wurde in Dosso bestattet.

## Ehrungen
- Großkreuz des Nationalordens Nigers
- Kommandeur des Ordens der akademischen Palmen
- Offizier des burkinischen Nationalordens
- Offizier des Ordre du Mono
- Offizier des Verdienstordens des Conseil International du Sport Militaire
- Ritter der Ehrenlegion
- Verdienstkreuz am Bande des Verdienstordens der Bundesrepublik Deutschland[2]